# 황정아 (배우)
황정아(黃正雅, 본명:마혜진, 1948년 1월 15일 ~ )는 대한민국의 배우이다. 1968년 연극배우 첫 데뷔 후 1969년 서라벌예술대학 방송예술학과를 나왔으며 1970년 동양방송 공채 5기 성우로 방송계에 데뷔했다. 모녀로서 30살 위에 딸 1978년생인 현선정이 한 명 있다.

## 학력
- 서라벌예술대학  방송예술학과

## 출연작

### 영화
- 1977년 가위 바위 보
- 1978년 돌아와요 부산항
- 1978년 눈먼 새의 늪
- 1978년 여기자 20년

### TV 드라마
- 1978년 MBC 《주인》
- 1978년 TBC 《나만의 노래》
- 1978년 KBS TV 《귀향》
- 1979년 KBS TV 《대한국인》- 민비 역
- 1980년 KBS 1TV 《파천무》
- 1981년 KBS 2TV 《매천야록》
- 1981년 KBS 1TV 《옛날 나 어릴적에》
- 1981년 KBS 1TV 《바위골 사람들》
- 1982년 KBS 2TV 《천생연분》
- 1982년 KBS 1TV 《보통 사람들》
- 1982년 KBS 1TV 《맥토》
- 1983년 KBS 2TV 《엄마는 바빠요》
- 1984년 KBS 1TV 《사랑하는 사람들》
- 1985년 KBS 1TV 《새벽》
- 1986년 KBS 1TV 《은빛 여울》
- 1987년 KBS 1TV 《사모곡》
- 1988년 KBS 1TV 《사랑의 기쁨》
- 1990년 KBS 2TV 《야망의 세월》- 문혜린 역
- 1993년 KBS 2TV 《연인》- 경조 역
- 1995년 MBC 《진실》- 홍숙자 역
- 1997년 KBS 2TV 《파랑새는 있다》- 황순옥 역

### 연극
- 《느릅나무 밑의 욕망》

## 가족 관계
- 딸 : 현선정 (1978년 4월 8일(47세) ~ )